# Шморель, Александр Гугович

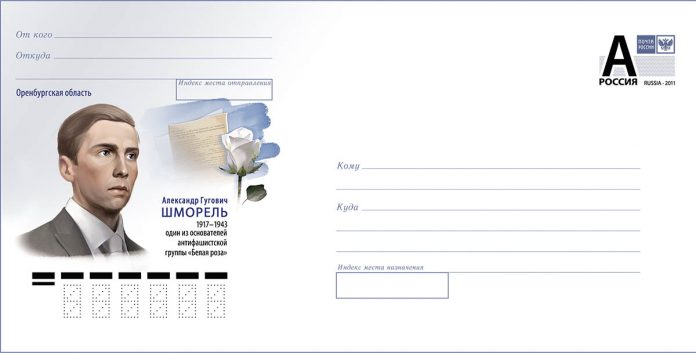
Конверт почты России с портретом Александра Шмореля

Алекса́ндр Гу́гович Шморе́ль (нем. Alexander Schmorell; 16 сентября 1917, Оренбург, Россия — 13 июля 1943, Мюнхен) — один из двух основателей немецкой студенческой группы Сопротивления «Белая роза», действовавшей в Третьем рейхе.
Канонизирован по инициативе Берлинско-Германской епархии Русской православной церкви заграницей (РПЦЗ) 4—5 февраля 2012 года. Является первым новомучеником Русского зарубежья, прославленным совместно РПЦЗ и Московским патриархатом после возобновления их канонического общения в 2007 году. Святой Александр Мюнхенский (день памяти 30 июня [13 июля]. Согласно orthpedia.de, 13 июля).

## Биография
Отец Шмореля, доктор Гуго Карлович, был немцем, предки которого переехали в Россию в середине XIX века из Восточной Пруссии, рождённым и выросшим в России. Дедушка Александра, Карл-Август, был купцом 2-й гильдии и основателем первого в Оренбурге парового лесопильного завода. Мать Шмореля, Наталья Петровна Введенская, была русской, дочерью коллежского асессора из Кременчуга. Александр Шморель был крещён в Оренбурге по православному обряду в Петро-Павловской церкви. Его мать умерла от тифа во время Гражданской войны в России, когда ему было всего два года.
В 1921 году отец Шмореля, женившийся вторым браком на дочери владельца пивоваренного завода в Оренбурге Егора Гофмана, переехал с семьёй в Германию, где и осел в Мюнхене. Русская няня Александра Феодосия Лапшина приехала в Германию вместе с семьей, занималась воспитанием детей вместе с мачехой. Александр вырос двуязычным, одинаково хорошо говорил на русском и немецком, сознавая себя и русским человеком, и немцем одновременно. Он был активным прихожанином Мюнхенского православного прихода. Брат Эрих (1921) и сестра Наталия (1925) родились уже в Мюнхене. Частым гостем в семье Шморелей был Леонид Осипович Пастернак. После окончания гимназии Александр был обязан отбывать «Имперскую трудовую повинность» (нем. Reichsarbeitsdienst).

### Военная служба
В 1937 году Александр был призван в армию на полтора года, в батальон конной артиллерии, но отказался от принятия присяги на верность Гитлеру и просил об увольнении из армии. Только благодаря великодушию командира отделения история с отказом от присяги была замята, а позже (под нажимом родителей) Александр всё же присягнул фюреру. В 1938 году он принял участие в аннексии Австрии, а весной 1939 года был уволен в запас. Возвратившись в Мюнхен, он поступил на медицинское отделение Мюнхенского университета, однако со второго курса его в 1940 году снова призвали в армию. В составе санитарной роты он попал во Францию.
Как студент-практикант санитарной роты летом-осенью 1942 года он участвовал в войне с СССР, где вместе со своими товарищами по оружию Гансом Шоллем и Вилли Графом был свидетелем жестокого обращения с советскими военнопленными и мирным населением оккупированных территорий СССР. Нёс службу в 252-й пехотной дивизии в районе Гжатска. Пребывание в России он воспринял как возвращение на Родину: Александр устанавливал контакт с местным населением, переводил товарищам по «Белой розе» разговоры с крестьянами и даже организовал хор военнопленных.
Возвратившись с фронта, Александр снова приступил к учёбе осенью 1942 года. Начиная с весны 1942 года с перерывом на полевую практику на Восточном фронте Шморель, вместе со своим товарищем Гансом Шоллем, сочиняли и распространяли листовки, сплотив вокруг себя товарищей, объединившихся в группу «Белая роза». В неё вошли: Вилли Граф, Кристоф Пробст и Софи Шолль, а чуть позже ребята привлекли к своей деятельности профессора философии Курта Хубера. После поражения вермахта под Сталинградом вместе с Вилли Графом они по ночам стали наносить на стенах домов лозунги «Долой Гитлера!» (нем. Nieder mit Hitler!) и «Свобода!» (Freiheit). После ареста Ганса и Софи Шолль 18 февраля 1943 года и разоблачения группы Александр пытался скрыться в Швейцарии с паспортом гражданина Болгарии, но вернулся в Мюнхен, где и был выдан в руки гестапо.
Александр Шморель был приговорён к казни 19 апреля 1943 года Народной судебной палатой Рейха, во время второго судебного процесса против организации «Белая роза». 13 июля 1943 года, в возрасте 25 лет он был гильотинирован вместе с Куртом Хубером в Мюнхенской тюрьме Штадельхайм. Похоронен на кладбище Ам Перлахер Форст.

## Прославление как православного святого
В начале 1990-х по инициативе архиепископа Берлинского и Германского Марка (РПЦЗ) была инициирована процедура канонизации Александра Шмореля. 11 июля 1994 года решением Архиерейского Собора он был прославлен в Германской епархии Русской православной церкви за границей как местночтимый святой. 4 февраля 2012 года процедура канонизации была завершена в Мюнхене в торжественной церемонии в сослужении с архиереями Московского Патриархата РПЦ, и Шморель (Александр Мюнхенский) причислен к лику святых Русской православной церковью.
В январе 2014 года в ФРГ была найдена гильотина, на которой был казнён Александр Шморель.

## Память

Памятник Александру Шморелю. Оренбург

- Александру Шморелю посвящены фильмы: «В поисках „Белой розы“» режиссёра Саввы Кулиша[3] (ТК «НЭЦКИ», 2000). «Возвращение» реж. Татьяны Саблиной (ГТРК «Оренбург», 2004). «Письма из провинции» реж. Владимира Полухинских (ТК «Культура», 2009). «Личное мнение» реж. Сергея Палько (ТК «Звезда», 2009). «Русская душа „Белой розы“» (док. фильм Оксаны Шубиной, ГТРК «Оренбург», 2010 г.). «Противостояние „Белой розы“» реж. Сергея Линцова и Романа Саульского («Созвездие кино», 2015). «Белая роза: последователи» реж. Романа Саульского («Созвездие кино», 2016).
- Александр Шморель стал одним из персонажей пьесы Павла Рыкова «Позови меня в прошлое». Постановка Оренбургского областного театра драмы (реж. Р.В. Исрафилов, 2015)
- В Иерусалиме на православном Александровском подворье в 2010 году установлена памятная доска в честь А. Г. Шмореля[8]
- Площади в Мюнхене и в пригороде Франкфурта-на-Майне Раунхайме (Германия), сквер в Оренбурге носят имя Александра Шмореля
- В 2017 году к 100-летию со дня рождения Почта России выпустила маркированный художественный конверт, посвященный Шморелю
- 30 сентября 2020 года в центре Оренбурга у входа на территорию Оренбургского государственного медицинского университета на Парковом проспекте открыт мемориал в честь Александра Шмореля. Архитектор А. Алексеев, скульптор А. Сукманов, художник М. Дугушкин[9]